# Dennis Horgan
Dennis Horgan (nacido el 18 de mayo de 1871, murió el 2 de junio de 1922) fue un atleta británico que compitió en los Juegos Olímpicos de 1908 en Londres.
En 1906, Horgan estableció el récord mundial para el disparo 28 libras, con una distancia de 35 pies, 4.5 pulgadas en los juegos Ancient Order of Hibernians, celebrada en el Celtic Park, en Queens, Nueva York.
Horgan ganó la medalla de plata olímpica en atletismo durante los Juegos Olímpicos de 1908 en Londres. Terminó segundo en lanzamiento de peso con una longitud de 13,62 metros, detrás estadounidense Ralph Rose, que ganó con 14.21.
Denis Horgan ganó un total de 42 títulos de lanzamiento de peso durante su carrera deportiva, incluyendo 28 campeonatos irlandeses, 13 campeonatos ingleses (todo para el tiro de 16 libras) y un campeonato americano. Horgan fue "por lo general tan superior a sus rivales que rara vez formados en cualquier tipo de forma sistemática, sin embargo, mostró una consistencia notable de rendimiento en todas las condiciones, durante un período de veinte años."